# 淡路ヶ峠
淡路ヶ峠（あわじがとう）は、愛媛県松山市畑寺町にある山。

## 概要
標高は273メートル（三角点は無し）。国土地理院発行の地形図には山名は記載されていない。麓の桑原小学校の校歌に、「淡路ヶとうに朝日映え」と歌われている。桑原中学校の校歌には「みどりの山脈 美しく 淡路ヶ峠に抱かれて」と歌われている。山頂には小さな東屋と展望台がある。山頂付近の木は伐採され、景色が良い。高縄山地の末端に位置し、松山平野と接する所にあり、低い標高の割に山頂から松山平野や瀬戸内海まで見渡せる。地域の手軽なハイキングコースとして親しまれ、桑原小学校や桑原中学校の遠足場所ともなっている。
登山道は複数。一つは繁多寺の裏から登るルートで、五合目から上は1997年に松山市がハイキングコースとして整備した。道標や丸太の階段、ベンチ、地図などが設置されている。山頂に東屋と展望台も整備されたが、五合目から下は整備が中断されたままになっている。そのほか、四国電力が管理する送電塔の巡視路を利用した登山道がいくつかある。
地元・桑原地区の人たちが「淡路ヶ峠遊歩道整備管理協議会」を作り、東野側、桑原中学校や宝ノ谷から登るルートを中心に登山道の整備・管理を行っている。2012年6月、3コースを完成。宝谷池奥、宝ノ谷から鶴ヶ畝尾根に至るルート、宝ノ谷の砂防ダム奥の谷を詰めて山頂に至るルート、桑原中学校裏から鶴ヶ畝尾根に至るルートが整備された。
山頂を中心に協議会、桑原中学校生徒、卒業生などが桜の植樹を行っている。

## 名前の由来・歴史
この山には400年程前に湯築城（現在の道後公園）の砦があった。砦の城主は林淡路守通起という人だったので、その名前から淡路城といった。そこから淡路城がある山ということで淡路ヶ峠とか淡路山と呼ぶようになった。この林淡路守通起の11代目の子孫は伊藤博文である。